# Randers Amt
Randers Amt oprettedes i 1793. Amtet bestod af købstæderne Randers, Hobro, Mariager, Grenå, Ebeltoft og nedennævnte herreder.
Randers Amt blev nedlagt ved kommunalreformen i 1970, og området var frem til kommunalreformen ved årsskiftet 2006/2007 en del af Århus Amt (bortset fra Hobro og nogle omkringliggende sogne, der gik til Nordjyllands Amt). Ved Strukturreformen blev området en del af Region Midtjylland.
I amtet lå købstæderne Randers, Hobro, Mariager, Grenaa og Ebeltoft.
I det danske nummerpladesystem havde Randers Amt bogstavet V fra 1903 til 1958. Da systemet i dette år blev omlagt, fik Grenå VA, Ebeltoft VE, Randers VL og VM, Hadsund VR og Hobro VV. Hadsund var egentlig beliggende i Aalborg Amt, men da området i politimæssig forstand lå i Randers Amt, fik byen tildelt et V-kendingsbogstav.

## Herreder i Randers Amt
- Djurs Nørre Herred
- Djurs Sønder Herred
- Galten Herred
- Gjerlev Herred
- Mols Herred
- Nørhald Herred
- Onsild Herred
- Rougsø Herred
- Støvring Herred
- Sønderhald Herred
- Øster Lisbjerg Herred

## Amtmænd
- 1793-1799: Poul Rosenørn Gersdorff
- 1801-1805: Jens Benzon
- 1805-1820: Peter Fønss
- 1854-1885: Matthias Hans Rosenørn
- 1910-1938: Hans Andersen
- 1938-1961: Povl Holck
- 1962-1970: Jean Ricard